# Theosis

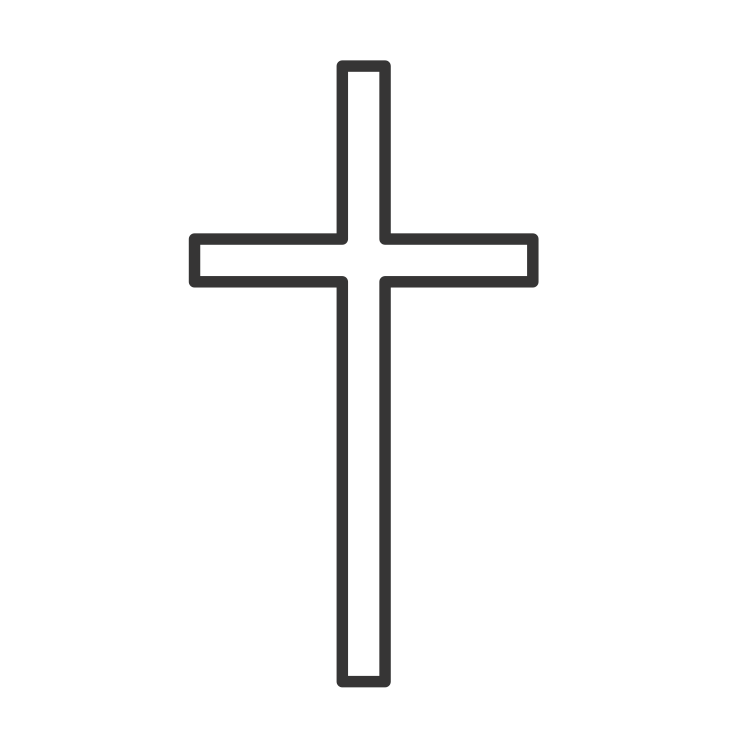
Isten világosság, és nincs benne semmi sötétség.

A theosis (megdicsőülés, átistenülés, Istentapasztalás) központi fogalom a keleti kereszténységben. Ezt tűzik ki célul a szerzetesek. Nagyobb súlyt fektetnek a feltámadásra, mint a keresztútra. A legtöbb embernek van valamilyen istentapasztalása. Három fázis: a szenvedélyek tisztasága, az értelem tisztasága és a szív tisztasága jellemzi a tapasztalásokat.

## A tan alapja
A tan tézise három alapelven nyugszik.[[]]
1. Krisztus emberi és isteni természete keveredés nélkül: Krisztus teljes értékű Isten és teljes értékű ember. Ez különbözteti meg a keleti vallásokat a keresztény szemlélettől. Az unio hypostatica egység elmélete szerint, Jézusban a két természet olyan erős összefüggésben van, hogy a halál nem tudta szétbontani. Vagyis nem szűnt meg Isten testének és vérének lenni halála után sem, és nem volt kitéve enyészetnek. Szent Pál szerint szoros összefüggés van Krisztus feltámadása és a mi feltámadásunk között, minta okként szerepel. Elsődleges okként szerepel a mi feltámadásunkban. Isten nézőpontjában Jézus oka a saját feltámadásának, viszont emberi nézőpontból Jézust Isten (Atya) támasztotta fel. Ez utal egyfajta folytonosságra a kereszthalál és a feltámadás között, ezt a folytonosságot nem ismerik el a protestánsok. Felmerül a kérdés, hogy hogyan fér meg egyetlen alanyban két természet? Ez a monothelétizmus vita, melyet azzal old a katolikus teológia, hogy a két természet teljes összhangban és egyetértésben van. Ennek az egyetértésnek az alapja pedig az emberi természet megdicsőülése, hiszen ez volt Krisztus küldetése. Krisztus, mint ember, alázatot tanult az Atyától. Továbbá a két rend a természetes és a természetfeletti rend megkülönböztetését is jelenti. A tomista teológiában a két rend keveredés nélkül létezik. A természetfeletti rend az az isteni rend, ami független okként működik és szolgál, a természetes rendben lévő dolgok magyarázataként. Nem egyensúly fenntartásról van szó, teljesen független és szubsztanciális. Változás mentes és örök. A természetfeletti rend rendelkezik az Isten látásával, amivel a természetes rend nem. Ezt a rendet láthatjuk, megismerhetjük és részesedhetünk benne.
2. Krisztus megváltói működése: maga a megváltás Krisztus kereszthalálában teljesedik ki. Emberré lett, hogy az ember Istenné legyen. Nem azért jött el, hogy megmentsen minket, hanem hogy a természetes rendet felemelje a természetfelettibe, a teremtettet a teremtettlenbe. Nem elhanyagolható a Lélek munkája, mely fontos szerepet játszik. A pneumatológa harmadik tézise (Krisztus és a Lélek együttműködése) szerint: Az emberi természetben a Lélek kutatja a létezők ismeretét, de nem egymagában, s nem önmaga számára, hanem miáltalunk és a mi javunkra. Az ige nem a természetes rended kikerülve lett üdvözítő, hanem úgy, hogy felvette magára. Isten aki végtelenül különbözik tőlünk, a végsőkig az emberre irányul. Olyannyira, hogy az egységet az Atyával „hátrahagyva” a Lélek által, leereszkedett az emberhez, hogy az egységbe bevonja. Vagyis a Lélek a megváltásban jelentős szerepet tölt be, analóg módon Ő is munkálkodik a lelkek megmentésén. A Lélek továbbá a lelki élet második szakaszában az értelem megvilágosodásában is jelentős szerepet játszik, mintegy előkészíti az egyesülést.
3. Misztikus egyesülés: A misztikusok tanában az unió lelki lépési a következők: 1. A lélek nyugalmi állapota, mely olyan egységet vételez elő, ahol a lélek megnyugszik Isten akaratán, és felkészül a teljes egységre. 2. Teljes egység, ahol már az igazi szabadság azt jelenti, hogy Isten akarata egyesül a miénkkel. 3. Misztikus eljegyzés: A lélek felkészül a misztikus végleges egységre, ahol az eljegyzés történik, ezen a szinten a lélek már biztos az egyesülés mihamarabbi bekövetkezésének mivoltában.[2]

## Átistenülés tana
A theosis szigorú értelemben átistenülést jelent, ahol az emberi természet felveszi az isteni természetet. Krisztus ugyanis emberré lett, hogy az ember Istenné lehessen. Ez a misztikus unió tana. Amint Krisztusban jelen van két természet egyidejűleg, emberi és isteni, keveredés nélkül, úgy lesz bennünk is jelen a saját személyi mivoltunk és az isteni természet. Szent Maximosz teológiájában: "A szentháromságban a lényegek egyek, míg a személyek – arculatok – különbözőek, az ember esetében az arculat az azonos, és a lényeg különbözik."  Úgy egyesül az emberi természet az istenivel, mint ahogyan a tűz megolvasztja a vasat. 
Mindazonáltal a keleti kereszténység theosis tana "gyengébb", mint a nyugati teológiájé. Ez a palamizmus vita, melynek képviselője Szent Gergely. Az ortodox tan szerint csak az isteni energiákban részesülünk. A nyugati katolikus teológia kimondja a színről színre látás tanát. A probléma feleslegesnek bizonyul amennyiben a via eminentiae utat, mint Istenről való lehetséges beszédet tekintjük. Az egyesülés tehát analóg módon történik meg.

## Misztikus egység
A misztikus egyesülés során az emberi akarat teljes egységben van az Isten akaratával. Maga a szabad akarat igazi teljessége ebben az egységben van. A pneuma új formát alkot, mely nem testi, hanem szellemi lesz. A lényeg az analóg működésben van. Mint ahogyan a Fénynek tudata, hogy Fény, úgy a formának tudata, hogy (szín) forma és ezt a tudatot a pneuma tartja fenn. Lényegében Isten előtt a pneuma, mint egy szín van jelen. Részesedik az isteni természetből. Így az emberi természet nem szűnik meg soha, hanem mint akarat jelen van a misztikus egységben, de ez az akarat, alá van rendelve Istennek. A két természet, keveredés nélkül egységben van.
Nem lehet úgy beszélni Istenről, hogy a különbséget ne vegyük számon a hasonlóság mellett. Minél közelebb kerülünk Isten megértéséhez annál jobban megértjük a különbség mélységét. Minél erősebb az „igen” annál mélyebb a „nem”. Minél erősebb a hasonlóság, annál mélyebb a különbség. Amennyiben ezt a hasonlóságot végtelenre szabjuk, akkor a különbséget is végtelenre kell szabni. Az apofatikus teológia szerint Istenben több a felfoghatatlan, mint a felfogható. Ezért használatos a „nada” (semmi) kifejezés a Kármelben. Vagy az „üresség” kifejezés a buddhizmusban, s így forog a létkerék tengelye az üresség körül. Itt azonban a hasonlóság és a különbség két olyan fogalmi rendszer, mely nem feltétlen állítható egymás mellé. Itt az a kérdés, hogy a tökéletesség milyen fokáig jutunk el – a fogalmi rendszer korlátozottsága mellett. Ha a szentséget tekintjük nincs határ, hiszen abban a világban, a világosság tökéletes fényében, már csak Isten létezik Istenben. Mint, ahogyan a sós víz minden cseppje sóssá válik. Itt a kettősség egy paradoxon vagy koan, de tekinthetünk rá parabolaként is. Fogalmilag feloldhatatlan.

## Kenotika
Ő Isten formájában volt, és az Istennel való egyenlőséget nem tartotta olyan dolognak, melyhez föltétlenül ragaszkodnia kell, hanem kiüresítette magát, szolgai alakot öltött, és hasonló lett az emberekhez. Külsejét tekintve olyan lett, mint egy ember. Megalázta magát és engedelmeskedett mindhalálig, mégpedig a kereszthalálig. Ezért Isten felmagasztalta, és olyan nevet adott neki, amely felette van minden névnek, hogy Jézus nevére hajoljon meg minden térd, a mennyben, a földön és az alvilágban, s minden nyelv hirdesse az atyaisten dicsőségére, hogy Jézus Krisztus az Úr!(Fil2,6)
A misztika alapja a lelki szegénység. Csupán ez az egy rész szól Krisztus kiüresedéséről a szentírásban, de annál nagyobb misztérium. A szentháromság fényében, ez Krisztus emberi természetének valódi megistenülése és ebben a részesedésben jut nekünk osztályrészül az Istenség. Így lélegzik a háromság, a Fiú kiüresíti magát, s az Istenségét átadja a Léleknek, a Lélek pedig örömmel fogadja. Az Atya viszont megdicsőíti a Fiút szüntelenül s maradék nélkül. Ebben a folyamban kell nekünk is részt venni. Krisztus magáról az isteni természetről mondott le úgy, hogy nem szűnt meg Istennek lenni. Mindezt azért, hogy felemelje az emberi természetet az isteni szakralitásba. Így a lemondás nem csak a földi javakról történik, hanem a lelki gyönyörről is, hiszen lelki szegénységben kell élnünk. Mindezt a Lélek javára, s maga az Atya lesz aki felemel akkor minket, megdicsőít és eláraszt Lélekkel. Ezzel veszünk részt a szentháromsági folyamban. Félve, remegve munkáljátok hát üdvösségeteket. (2Fil12) Az üresség fogalma kettős, van üresség ami üdvös, s van ami hasztalan. A kövek semmit mondó üressége hasztalan. A tárgyilagosság csak addig jó, még rá nem jövünk a természetfeletti dolgok rendjére. Amint azonban rájövünk, megérezzük, hogy egyetlen üresség van ami üdvös, mégpedig az az üresség ami nem azonos egyetlen dologgal sem. A szubsztancia állapota, mely felemel minket az isteni létig, mert csak ő rendelkezik teljes függetlenséggel, s ennek leszünk mi részesei. Nem a földi javakról mondunk le a mennyei javakért, hanem magáról az isteni mivoltunkról, hogy azt elnyerhessük a maga teljességében. A Fiú az istenséget az Atyától kapja, és viszonzásképpen átadja a Léleknek, aki pedig eltelik vele. A viszonzás olyan tökéletes, hogy az maga a Szentlélek.